# Las Trojes, Ocuilan
Las Trojes är en ort i kommunen Ocuilan i delstaten Mexiko i Mexiko. Samhället hade 228 invånare vid folkräkningen år 2020.